# Premio del National Board of Review 1942
Los 14° Premios del National Board of Review fueron anunciados en 1942.

## 10 mejores películas
- In Which We Serve (Hidalgo de los mares / Sangre, sudor y lágrimas)
- One of Our Aircraft Is Missing (Perdido, un avión)
- Mrs. Miniver (Rosa de Abolengo / La señora Miniver)
- Journey for Margaret (Hacia la luz)
- Wake Island (Volveremos a la isla Wake / La isla de la venganza)
- The Male Animal (Tú eres mi hombre)
- The Major and the Minor (Susú / El mayor y la menor)
- Sullivan's Travels (Los viajes de Sullivan)
- The Moon and Sixpence (La luna y seis peniques / Soberbia)
- The Pied Piper (Abandonados)

## Mejores documentales
- Razgrom nemetskikh voysk pod Moskvoy (Moscú Ataca)
- Native Land
- Word in Action

## Ganadores
Mejor película
- In Which We Serve (Hidalgo de los mares / Sangre, sudor y lágrimas)

Mejor Actuación
- Ernest Anderson como Parry Clay - In This Our Life (La hiena / Como ella sola)

- Florence Bates como Tiare Johnson - The Moon and Sixpence (La luna y seis peniques / Soberbia)
- James Cagney - Yankee Doodle Dandy (El canto de la victoria / Yanqui Dandy)
- Jack Carson como Joe Ferguson - The Male Animal (Tú eres mi hombre)
- Charles Coburn - In This Our Life (La hiena / Como ella sola), como el Dr. Henry Gordon en Kings Row (Pasiones borrascosas / Abismo de pasión) y como el Sr. Pulham en H. M. Pulham, Esq. (Sol de otoño / Cenizas de amor)
- Greer Garson como la señora Miniver en Mrs. Miniver (Rosa de Abolengo / La señora Miniver) y como Paula en Random Harvest (En la noche del pasado / Niebla en el pasado)
- Sydney Greenstreet como el dr. H.F.G. Lorenz - Across the Pacific (La extraña pareja / A través del Pacífico)
- William Holden como Andrew Long - The Remarkable Andrew
- Tim Holt como George Minafer - The Magnificent Ambersons (Soberbia / El cuarto mandamiento)
- Glynis Johns como Anna - 49th Parallel (Cinco hombres / Los invasores)
- Gene Kelly como Harry Palmer - For Me and My Gal (Mi chica y yo / Por mi chica y por mí)
- Ida Lupino como Anna - Moontide (Borrasca / Marea de luna)
- Diana Lynn como Lucy Hill - The Major and the Minor (Susú / El mayor y la menor)
- Hattie McDaniel como Minerva Clay - In This Our Life (La hiena / Como ella sola)
- Bernard Miles como el Oficial Walter Hardy - In Which We Serve (Hidalgos de los mares / Sangre, pudor y lágrimas)
- John Mills como Shorty Blake - In Which We Serve (Hidalgos de los mares / Sangre, pudor y lágrimas)
- Thomas Mitchell como Tiny - Moontide (Borrasca / Marea de luna)
- Agnes Moorehead como Fanny Minafer - The Magnificent Ambersons (Soberbia / El cuarto mandamiento)
- Margaret O'Brien como Margaret - Journey for Margaret (Hacia la luz)
- Susan Peters como Kitty - Random Harvest (En la noche del pasado / Niebla en el pasado)
- Edward G. Robinson como Avery L. "Larry" Browne - Tales of Manhattan (Seis destinos)
- Ginger Rogers como Roxie Hart en Roxie Hart (La pícara Roxie) y como Susan Applegate en The Major and the Minor (Susú / El mayor y la menor)
- George Sanders como Charles Strickland - The Moon and Sixpence (La luna y seis peniques / Soberbia)
- William Severn como Peter Humphries - Journey for Margaret (Hacia la luz)
- Ann Sheridan como Randy Monaghan - Kings Row (Pasiones borrascosas / Abismo de pasión)
- Rudy Vallée como J.D. Hackensacker III - The Palm Beach Story (Los amantes de mi mujer / Un marido rico)
- Anton Walbrook como Peter - 49th Parallel (Cinco hombres / Los invasores)
- Googie Withers como Jo de Vries - One of Our Aircraft Is Missing (Perdido, un avión)
- Monty Woolley como John Sidney Howard - The Pied Piper (Abandonados)
- Teresa Wright como Carol Beldon - Mrs. Miniver (Rosa de Abolengo / La señora Miniver)
- Robert Young como Harry Pulham en H. M. Pulham, Esq. (Sol de otoño / Cenizas de amor), como John Davis en Journey for Margaret (Hacia la luz) y como Joe Smith en Joe Smith,  American (Fiel a su palabra)[1]